# Universidade Estadual de Michigan
Universidade Estadual de Michigan (em inglês, Michigan State University) é uma universidade pública norte-americana localizada na cidade de East Lansing, no estado de Michigan. Foi fundada em 12 de fevereiro de 1855.